# История Воронежской области
Воронежская область расположена в верховьях Дона, большая часть территории исторически была занята степью.

## Древние времена
Территория Воронежской области была обитаема со времён палеолита. Предположительно, ашельским периодом датируются находки оббитых кварцитов, обнаруженные у села Шубное Острогожского района.
Микулинским интерстадиалом (от 130 до 115 тыс. л. н.) датируется фрагмент правой лопатки ископаемого человека современного типа с неандерталоидным компонентом, найденный в местонахождении Шкурлат-III (по названию села Шкурлат 3-й, расположенного у края гранитного Павловского карьера) в 1980—1981 годах.
Здесь находят следы древнейшего пребывания человека разумного на Русской равнине (Костёнковские стоянки). Воронежская земля в то время представляла собой приледниковую тундростепь, где обитали мамонты, шерстистые носороги и дикие лошади. Популяции, обитавшие в этих краях ок. 37—32 тыс. лет назад (Костёнки-14 (Маркина гора), Костёнки-12) вымерли и не является предковыми для нынешнего населения как Подонья, так и всей Русской равнины.
Период мезолита и неолита слабо представлен археологическими находками и представляет собой «белое пятно» истории.
К энеолиту относится курган 6 могильника на реке Чёрная Калитва у хутора Голубая Криница в Россошанском районе. Наконечники стрел с выделенным черешком-насадом, со сплошной двусторонней обработкой плоской струйчатой отжимной ретушью. Идентичные изделия выявлены в грунтовом могильнике Терешковский вал с древнеямной культурой, расположенном в 50 км юго-восточнее Голубой Криницы. Наконечники схожей формы (усечённо-ромбические) встречаются в культурных слоях поселений с энеолитической «дереивской» и константиновской керамикой Днепро-Донского междуречья: Дереивка, Васильевский Кордон-27, Раздорское I слои 6–7, Ракушечный Яр слой 2А.
У хутора Мостище в Острогожском районе существует памятник эпохи бронзы — каменный лабиринт. Мостищенский лабиринт является первым известным мегалитическим сооружением средней полосы России.
В бронзовом веке (2-е тыс. до н. э.) на территории края селились скотоводческие племена абашевской культуры. В Павловском районе у села Гаврильск найдены погребения посткатакомбной бабинской культуры эпохи бронзы (XXII — XVIII века до н. э.).
В эпоху железного века край стал частью Скифии. Мостищенское городище и Аверинское городище появились на Среднем Дону в VI веке до н. э. На Б. Боршевском, Архангельском и Сторожевом городищах, а также на горе у села Рудкино обнаружена керамика скифского времени, которую И. И. Ляпушкин датирует её V—II веками до нашей эры. Городище Россошки 1 — «Крутцы» и Аверинское городище были сожжены при нападении кочевыми скифами. В Острогожском районе в скифском могильнике Девица V, датируемом IV веком до н. э., одна «амазонка» была похоронена в парадном женском головном уборе калафе, напоминающем корону. В кургане-7 могильника Девица-V в большой скифской гробнице размером 7,5×5 метров похоронили взрослого мужчину в вытянутом на спине положении, головой на юг.
Скифов сменили сарматы. Предполагается, что они дали имя реке Дон. Потомки сармат аланы в эпоху раннего средневековья перешли к оседлому образу жизни и овладели навыками городской культуры (Маяцкое городище), вступив в сложный симбиоз в кочевниками (булгары, хазары). У села Берёзовка в Воробьёвском районе в двух курганах обнаружены погребения алан начала гуннского вторжения — конца IV века, а также несколько горшков, схожих с глиняной посудой славянской инясевской культуры.
Славянское боршевское Животинное городище появилось на мысу правого берега реки Воронеж во второй половине VIII века.
Восточно-славянское Титчихинское городище в Лискинском районе основано в IX веке.
IX—X века. Маяцкое городище (салтово-маяцкая культура).
В IX веке на территорию области приходят славяне (роменско-борщевская культура). По некоторым сведениям они создают самостоятельное государство Вантит на окраине Хазарского каганата.
Славянский Белогорский II могильник, находящийся на высоком большом мысу правого берега реки Воронеж (Воронежское водохранилище) в 9—10 км вверх по течению реки от Воронежа, в 1 км вверх по течению реки от I Белогорского городища, относится к последним векам I тыс. н. э. и насчитывает 565 курганов. На I Белогорском городище совместно проживали славянский и алано-болгарский этносы. Ячмень плёнчатый, овёс и рожь в совокупности составляют в палеоэтноботаническом спектре (по массе) всех посевов Белогорского городища ІІ 47,8 %. В 140 м от I Белогорского могильника и в 300 м от I Белогорского городища в славянских курганных насыпях были обнаружены переходные от языческого обряда к христианскому захоронения с ориентировкой головой на запад и запад−северо-запад. Ни на Белогорских городищах, ни в их окрестностях никаких материалов древнерусского времени не обнаружено. Лысогорский могильник находится на правом берегу реки Воронеж. Горшок из кургана №85, орнаментированный разреженным лощением и линиями, имеет аналогии с сосудами из лысогорских курганов №7 и №10 и с сосудом из Пастырского городища. В хозяйственных ямах под курганом была найдена керамика боршевского типа (венчики с насечками и вдавлениями по краю с примесью песка и шамота. Курган №151 по погребальному обряду и по сопровождающему инвентарю можно отнести к боршевской культуре восточных славян (VIII—X века).
Набеги кочевников (печенеги) препятствовали заселению Воронежской области, поэтому территория получила название Дикого поля. От золотоордынской эпохи остались следы мусульманских храмов и мавзолеев. После распада Золотой Орды по территории Воронежской области прокладывается Ногайский шлях, по которому ханы прикубанской Ногайской Орды совершали набеги на русские земли. В крупных рейдах принимали участие тысячи всадников, вооружённых саблями и луками со стрелами. Главной задачей набегов был захват пленных, которых через Азов продавали в рабство на рынках Османской империи. В то же время из христианского населения региона, усвоившего некоторые элементы культуры и генофонда кочевников, складывается казачество (донские казаки, Пристанский).

## В составе России
В 1585 году на месте казачьей станицы был основан Воронеж как московская крепость на границе Дикого Поля. В Смутное время здесь происходят сражения между «воровскими» казаками и московскими ратями. Борьба между московским центром и казачьей окраиной продолжается и в более поздние времена. В 1708 году московский полковник Рихман наносит поражение донскому атаману Хохлачу в битве при Курлаке. Однако история Воронежской области знает примеры интеграции казаков в состав Московского государства. Так в 1652 году создаётся Острогожский слободской казачий полк. Вплоть до XVII века (1645, 1659, 1674) продолжаются татарские набеги на Воронежскую землю.
По решению и при личном участии Петра I на воронежской земле в 1696 году была создана верфь для строительства русского флота — плацдарм для освоения причерноморских земель. Отсюда начинаются Азовские походы Петра I. В Воронеже учреждается адмиралтейство, цейхгауз и цитадель. Территория начинает называться Слобожанщиной. В 1711 году (после провального Прутского похода и потери Азова) Воронеж стал губернским городом, административным центром Азовской губернии. В 1725 губерния получила название Воронежской, в это время Воронежу подчиняются территории Тамбовской, Липецкой и Донецкой области.
Осенью 1891 года — летом 1892 года территория Воронежской губернии стала частью основной зоны неурожая, вызванного засухой (см. Голод в России (1891—1892)).
В годы Гражданской войны (преимущественно в 1919 году) за Воронежскую землю сражались вооружённые отряды Советской России и Юга России. Белогвардейцы брали Воронеж дважды: во время Конного рейда Мамонтова (31 августа) и во время Похода Деникина на Москву (6 октября), но впоследствии отбит (24 октября) конармией Будённого (Воронежско-Касторненская операция (1919)). Осенью 1920 — весной 1921 происходило крестьянское восстание, возглавляемое И. С. Колесниковым, против продразвёрстки и мобилизации в Красную армию.
14 мая 1928 года — Постановлением ВЦИК образована Центрально-Чернозёмная область.
В 1934 году была официально учреждена Воронежская область. 27 сентября 1937 года из состава Воронежской области выделена Тамбовская область. 5 районов были переданы в состав созданной Орловской области.
В годы Великой Отечественной войны край стал ареной ожесточённых боёв. В результате Операции Блау немецкие войска захватили территорию области, а Острогожско-Россошанской операции 1943 года — утратили её.
В 2012—2013 гг. в Воронежской области на территории Новохопёрского района, г. Борисоглебска, г. Воронежа проходили массовые акции в защиту Хопра.
Воронежская область стала одним из регионов, пострадавших из-за мятежа, организованного ЧВК «Вагнер» в 2023 году.